# Lo que yo sé de ti
Lo que yo sé de ti è un singolo del gruppo musicale statunitense Ha*Ash, pubblicato il 24 novembre 2008 come secondo singolo dal terzo album in studio Habitación doble.

## La canzone
La traccia, è stata scritta da Ashley Grace, Hanna Nicole e Leonel García.

## Video musicale
Il videoclip, diretto da Pablo Davila, è stato girato nel 2008 nello Città del Messico. È stato pubblicato su Vevo il 25 ottobre 2009. Il video ha raggiunto 29 milioni di visualizzazioni su Vevo.

## Tracce
Download digitale
1. Lo que yo sé de ti – 3:46 (Ashley Grace, Hanna Nicole, Leonel García)

## Formazione
- Ashley Grace – voce, chitarra
- Hanna Nicole – voce, chitarra
- Leonel García – composizione
- Áureo Baqueiro – programmazione, produzione
- Bob Britt  – chitarra
- Aaron Sterling  – batteria

## Classifiche
| Classifica (2008)                   | Posizione massima |
| ----------------------------------- | ----------------- |
| Messico Airplay (billboard)         | 1                 |
| Messico Español Airplay (billboard) | 1                 |
| Messico (Monitor Latino)            | 1                 |
| Messico (Monitor Latino Top 20)     | 1                 |